# Caroline E. Furness
Caroline Ellen Furness, född 24 juni 1869 i Cleveland, Ohio, död 9 februari 1936 i New York, var en amerikansk astronom.
Furness studerade vid Vassar College i Poughkeepsie och tog doktorsgraden 1900 vid Columbia University i New York, arbetade senare på Yerkesobservatoriet och hos Jacobus Kapteyn i Groningen, assistent vid observatoriet vid Vassar College 1903–1911 och professor och direktör där från 1911. 
Furness ägnade sig bland annat åt studiet av variabla stjärnor och publicerade härom Introduction to the Study of Variable Stars (Boston 1915). I Publications of the Vassar College Observatory, Nos. 1, 2, 3 publicerade hon tre stjärnkataloger, de två första över stjärnor inom 2 grader från nordpolen, och den senare över observationer av variabla stjärnor, utförda 1901–1902 under ledning av den dåvarande direktören Mary W. Whitney.